# Ducato di Carcaci
Il Ducato di Carcaci fu uno stato feudale esistito in Sicilia tra gli inizi del XVIII secolo e gli inizi del XIX secolo. Il suo territorio corrispondeva alla località di Carcaci, frazione del comune di Centuripe, in provincia di Enna.

## Storia
La baronia di Carcaci, nel Val Demone, appartenuta agli Spadafora e ai Romeo, agli inizi del XVIII secolo fu acquistata da Vincenzo Paternò Castello dei principi di Biscari, che ne prese investitura il 28 marzo 1715. Questi in seguito acquistò il titolo di duca di Giovampaolo dai Marullo, che con privilegio dato il 17 marzo 1725, ed esecutoriato il 24 luglio, fece commutare in quello di duca di Carcaci.
Elevata a rango di ducato, la principale risorsa economica di Carcaci fu la coltivazione del riso, ma si coltivavano anche canapa e lino. Il borgo venne realizzato con pianta regolare e con gusto barocco spagnoleggiante: venne realizzato un monumentale ingresso, una chiesa, dedicata a santa Domenica, ormai in stato di abbandono, un castello.
I Paternò Castello possedettero il ducato di Carcaci fino all'abolizione del feudalesimo avvenuto nel Regno di Sicilia nel 1812, a seguito della promulgazione della Costituzione siciliana concessa dal re Ferdinando III di Borbone. Ultimo duca-feudatario fu Giuseppe Vincenzo Paternò Castello Rizzari, il quale ebbe un seggio ereditario alla Camera dei pari del Regno di Sicilia come duca di Carcaci.
Il titolo di duca di Carcaci e quello sussidiario di barone di Placabaiana, vennero riconosciuti dalla legislazione del Regno d'Italia, con i decreti ministeriali del 22 aprile 1903 e del 12 novembre 1906, al duca Francesco Maria Paternò Castello.

## Cronotassi dei duchi di Carcaci

### Periodo feudale
- Vincenzo Paternò Castello Paternò (1725-1767)
- Mario Concetto Paternò Castello Paternò (1767-1781)
- Giuseppe Vincenzo Paternò Castello Rizzari (1781-1812)

### Periodo post-feudale
- Giuseppe Vincenzo Paternò Castello Rizzari (1812-1817)
- Mario Giuseppe Paternò Castello Scammacca (1817-1821)
- Vincenzo Paternò Castello San Martino (1821-1834)
- Mario Paternò Castello Scammacca (1834-1838)
- Francesco Paternò Castello San Martino (1838-1854)
- Gaetano Paternò Castello San Martino (1854)
- Francesco Maria Paternò Castello Paternò (1854-1912)
- Gaetano Paternò Castello Artale (1912-1946)